# DJ Jemaya
DJ Jemaya, ook geschreven als DJ JeMaYa, artiestennaam van Jemaya Vianen (17 april 1986), is een Surinaams diskjockey. Ze begon haar carrière in 2011. In 2021 speelde ze voor Touch Radio New York en nam ze deel aan de International Pandemonium DJ Tour.

## Biografie
Jemaya Vianen werd geboren in een gezin van zeven kinderen. Muziek is belangrijk in haar familie en ze werd door haar vader gesteund, toen ze vertelde dat ze een beroemd dj wilde worden. Ze begon dit vak serieus aan te pakken vanaf haar 23e en ze kreeg feedback van andere dj's. Nadat ze op haar 24e meerdere optredens had gegeven tijdens evenementen en in discotheken, kocht ze haar eigen apparatuur.
Aanvankelijk noemde ze zichzelf DJ Maya, maar ze wijzigde haar naam rond 2012 nadat ze merkte dat er in het buitenland al iemand was met die naam. Het vak van dj was in de jaren 2010 in Suriname een bolwerk dat door mannen werd gedomineerd.
Daarnaast studeerde ze weg- en waterbouwkunde aan de Algemene Middelbare Technische Opleiding (AMTO) en vervolgde ze haar studie  civiele techniek aan het Polytechnic College.
In 2015 was ze een van de artiesten die optrad tijdens de Suriname Summer Awards. Eind april 2020, aan het begin van de coronacrisis in Suriname, gaf ze voor het eerst livesessies via de sociale media. Sinds medio mei 2020 heeft ze twee uur per week zendtijd op Touch Radio New York. Daarnaast nam ze in die tijd deel aan de International Pandemonium DJ Tour, dat werd opgezet door vrouwelijke dj's. De show werd uitgezonden in meerdere landen.